# Veni, Veni, Emmanuel
Veni, Veni, Emmanuel è un inno latino per il periodo dell'Avvento, il cui testo, di autore anonimo, risale forse all'VIII secolo e la cui melodia ebbe probabilmente origine in Francia nel XV secolo.
Il brano fu pubblicato per la prima volta nel 1710 a Colonia nei Psalteriolum Cantionum Catholicarum.

## Testo
Il testo si ispira alle "o" vocative delle antifone intonate nei vespri che si celebrano le sette notti che precedono la Vigilia di Natale.
Nel testo, che si compone di sette strofe, viene invocato l'arrivo del figlio di Dio, affinché il popolo d'Israele venga liberato dall'esilio.
Le prime due strofe recitano:
Veni, O Sapientia,

Quae hic disponis omnia,

Veni, viam prudentiae

Ut doceas et gloriae.

Ritornello:

Gaude, gaude, Emmanuel

Nascetur pro te, Israel.

Veni, Veni Adonai!

Qui populo in Sinai

Legem dedisti vertice,

In Majestate gloriae.

Ritornello

[...]

## Versioni in inglese
Il brano è stato adattato in lingua inglese con titoli "O Come, O Come Emmanuel", "Draw Nigh, Draw Nigh, Emmanuel", "Come, O Immanuel, Come" e "O Wisdom", "Who O'er Earth Below"
Una versione fu realizzata nel 1854 dai musicologi vittoriani Thomas Helmore e John Mason Neale.
Una di queste versioni recita:
O come, O come, Emmanuel,

And ransom captive Israel,

That mourns in lonely exile here

Until the Son of God appear.

Ritornello

Rejoice! Rejoice! Emmanuel

Shall come to thee, O Israel.

[...]

## Versioni discografiche
Tra i cantanti e/o gruppi che hanno inciso il brano, figurano (in ordine alfabetico):
- Tori Amos (nell'album Midwinter Graces del 2009[10]
- Joan Baez (nell'album Noël del 1966[11])
- Claudio Baglioni (nell'album Un piccolo Natale in più del 2012[12])
- Christopher Cross (nell'album A Christopher Cross Christmas del 2008[13])
- Neil Diamond (in: The Christmas Album del 1992[14])
- Anne Dudley (1998)
- Enya (nell'album And Winter Came... del 2008[15]
- Giuseppe D'Alessandro (2017)
- The Galliard Brass Ensemble (1980)
- Evelyn Glennie (1993)
- Whitney Houston (in: One Wish: The Holiday Album, 2003)
- Henry Jackman (nell'album: Transfiguration, del 2005)[16]
- James MacMillan (1998)
- Loreena McKennitt (nell'album: A Midwinter Night's Dream, del 2008)
- Mormon Tabernacle Choir (1965)
- Blackmore's Night (nell'album Winter Carols del 2006)
- Olivia Newton-John (nell'album Christmas Wish del 2007[17])
- Philadelphia Brass Ensemble
- Antonella Ruggiero (nell'album I regali di Natale del 2010[18])
- Sleepthief (2008)
- Sufjan Stevens (nell'album Songs for Christmas del 2006)
- Rosie Thomas (2012)
- The Piano Guys (2012)[19]
- Byu Vocal Point (2013)
- Sleeping at last (2016)
- Tarja Turunen (nell'album From Spirits and Ghosts del 2017)